# Divizia Națională (2005/2006)
Sezon 2005/2006 był 15. edycją rozgrywek o mistrzostwo Mołdawii. Tytuł mistrza kraju obronił zespół Sheriff Tyraspol. Nikt nie spadł. Liga od następnego sezonu będzie liczyła 10 zespołów. Tytuł króla strzelców przypadł Aleksejowi Kuciukowi, który w barwach Sheriffa Tyraspol strzelił 13 goli.

## Zespoły
| Uczestnicy poprzedniej edycji                                                                                 | Uczestnicy poprzedniej edycji | Uczestnicy poprzedniej edycji | Uczestnicy poprzedniej edycji |
| --- | ----------------------------- | ----------------------------- | ----------------------------- |
| SHE | Sheriff Tyraspol              | 1                             |                               |
| NOT | Nistru Otaci                  | 2                             |                               |
| DAK | Dacia Kiszyniów               | 3                             |                               |
| TIR | FC Tiraspol                   | 4                             |                               |
| ZKI | Zimbru Kiszyniów              | 5                             |                               |
| TIL | Tiligul Tyraspol              | 6                             |                               |
| Spadek z Divizia Națională                                                                                    |                               |                               |                               |
| UAK | Unisport-Auto Kiszyniów       | 7                             |                               |
| STE | Steaua Kiszyniów              | 8                             |                               |
| Awans z Divizia A                                                                                             |                               |                               |                               |
| DNB | Dinamo Bendery                |                               |                               |
| POL | Politehnica Kiszyniów         |                               |                               |
| Oznaczenia: - kolumna pierwsza – skróty nazw drużyn, - kolumna trzecia – miejsce zajęte w poprzednim sezonie. |                               |                               |                               |

## Tabela końcowa
|   | Klub                   | M  | Z  | R  | P  | Br+ | Br- | Pkt |
| 1 | Sheriff Tyraspol       | 28 | 22 | 5  | 1  | 57  | 11  | 71  |
| 2 | Zimbru Kiszyniów       | 28 | 15 | 8  | 5  | 47  | 20  | 53  |
| 3 | FC Tiraspol            | 28 | 8  | 13 | 7  | 24  | 21  | 37  |
| 4 | Tiligul-Tiras Tyraspol | 28 | 7  | 13 | 8  | 22  | 23  | 34  |
| 5 | Nistru Otaci           | 28 | 6  | 13 | 9  | 24  | 27  | 31  |
| 6 | Dacia Kiszyniów        | 28 | 7  | 9  | 12 | 28  | 39  | 30  |
| 7 | Politehnica Kiszyniów  | 28 | 5  | 10 | 13 | 18  | 37  | 25  |
| 8 | Dinamo Bendery         | 28 | 2  | 9  | 17 | 17  | 59  | 15  |

## Najlepsi Strzelcy
|   | Piłkarz          | Klub             | Gole |
| - | ---------------- | ---------------- | ---- |
| 1 | Aleksej Kuciuk   | Sheriff Tyraspol | 13   |
| 2 | Sergiu Cziriłow  | Zimbru Kiszyniów | 11   |
| 3 | Răzvan Cociș     | Sheriff Tyraspol | 10   |
| 4 | Maksim Frantuz   | Zimbru Kiszyniów | 9    |
| 5 | Genadie Orbu     | Dacia Kiszyniów  | 8    |
| - | Sergej Janciuk   | Nistru Otaci     | 8    |
| 7 | Galust Petrosjan | Zimbru Kiszyniów | 6    |
| - | Samuel Yeboa     | Sheriff Tyraspol | 6    |